# Jankowice Rybnickie
Jankowice Rybnickie (auch nur Jankowice, deutsch Königlich Jankowitz) ist ein Dorf in Polen in der Woiwodschaft Schlesien. Es liegt im Powiat Rybnicki und gehört zur Landgemeinde Świerklany. 

## Geografie
Das Dorf liegt in Oberschlesien auf dem Rybnik-Plateau (Płaskowyż Rybnicki), das zum Schlesischen Hochland (Wyżyna Śląska) gehört.  Durch den Ort fließen der Chwałowicki Potok und der Radziejowski Potok, ein Nebenfluss des Flusses Nacyna.

## Gemeinde
Zu dem Dorf gehören die Ortsteile Michałkowice, Moczydła, Podkościele und Podlesie.

## Sehenswürdigkeiten
Die katholische Pfarrkirche Corpus Christi ist eine 1670 erbaute Schrotrholzkirche.
Das Gebäude wurde gestiftet von Ferdinand Graf von Oppersdorf. Im Inneren gibt es neobarocke Altäre und eine barocke Orgel von etwa 1700.

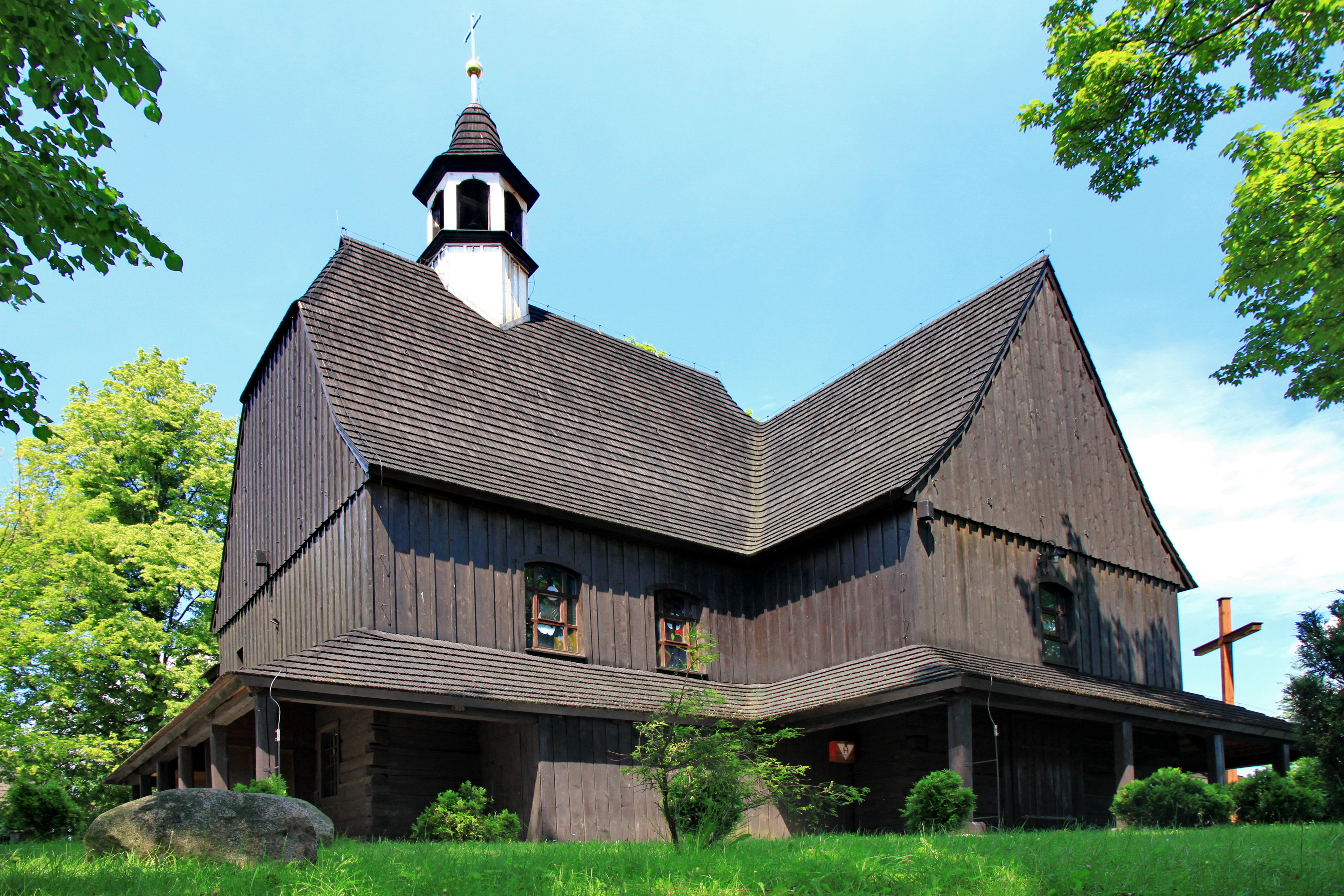
Kirche Corpus Christi
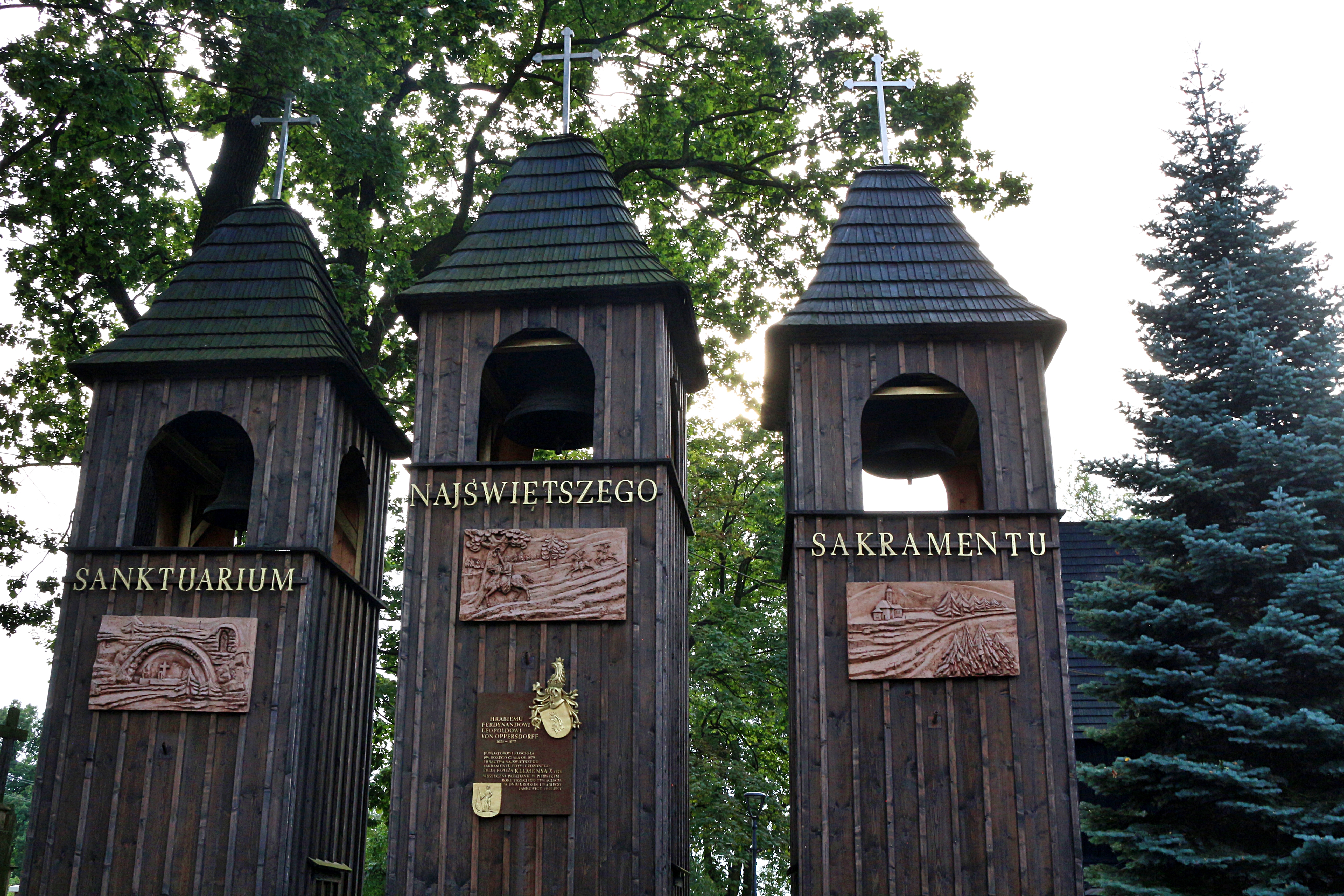
Die Glockentürme
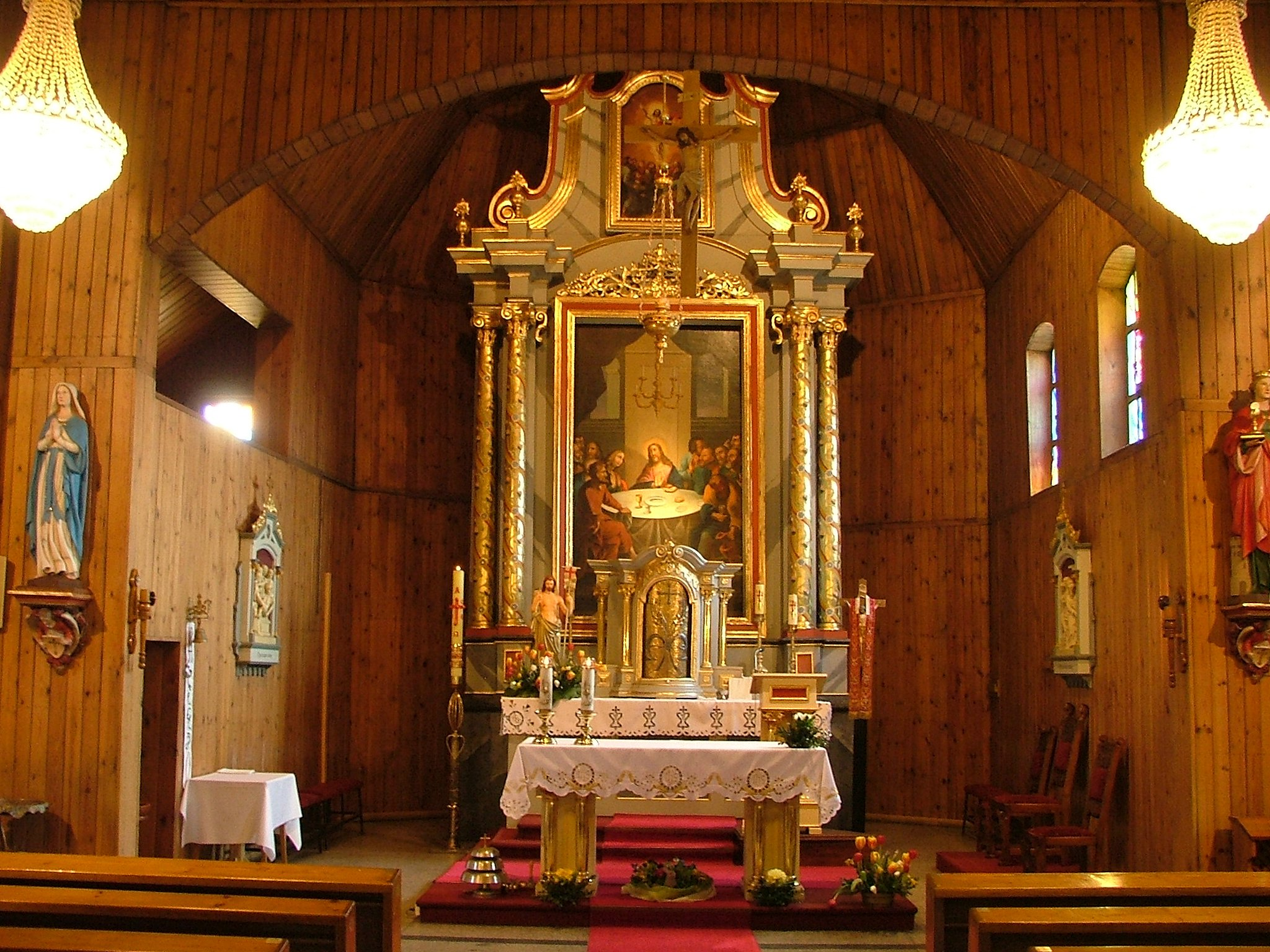
Das Innere der Kirche